# 哈里发斗牛场
哈里发斗牛场（Plaza de Toros de los Califas）是西班牙科尔多瓦的一座建筑，目前用于斗牛。座位数14,000。1965年建成启用。